# Novembre 1867

## Événements
- Abdication de Tokugawa Yoshinobu, dernier shogun du Japon. Yoshinobu remet sa démission, mais conserve les terres des Tokugawa dans le Kantô, et fait office de premier ministre. Fin du Shogunat Tokugawa. Début de lère Meiji, du fait de l'empereur Mutsuhito.

- 3 novembre : bataille de Mentana.

- 6 novembre : première assemblée au Parlement du Canada.

- 7 novembre : William Annand devient premier ministre de Nouvelle-Écosse, remplaçant Hiram Blanchard.

- 12 novembre, France : le maréchal Bazaine, en semi-disgrâce depuis son retour du Mexique, reçoit le commandement du 3e corps d'armée à Nancy.

- 23 novembre : le traité d'Ayacucho fixe la frontière entre le Brésil et la Bolivie sur les rivières Beni et Mamoré. L’Amazone est ouverte aux navires de toutes les nations, après l’obtention d’un traité de frontières avec les pays voisins.

- 27 novembre, France : exécution de Jean-Charles-Alphonse Avinain.

## Naissances
- 1er novembre : Newton Wesley Rowell, chef du Parti libéral de l'Ontario.
- 7 novembre : Marie Curie, physicienne et chimiste († 1934).
- 8 novembre : Léon Houa, coureur cycliste belge († 31 janvier 1918).
- 20 novembre :
  - Elisabeth Siewert (morte le 28 juin 1930), écrivaine allemande
  - Henri Guinier (mort le 10 octobre 1927), peintre français
  - Patrick Joseph Hayes (mort le 4 septembre 1938), prélat catholique
  - Théophile Moreux (mort le 13 juillet 1954), astronome français
- 24 novembre : vénérable Alfred Pampalon, prêtre.

## Décès
- 1er novembre : John Strachan, évêque anglican de Toronto.
- 20 novembre : Peter Clodt von Jürgensburg (né le 5 juin 1805), sculpteur russe